# Liga Nacional de Nueva Zelanda
La Liga Nacional de Nueva Zelanda (en inglés: New Zealand National Soccer League) fue la máxima categoría de fútbol de Nueva Zelanda hasta 2004, año en el que se fundó el Campeonato de Fútbol. Se disputó entre 1970 y 2003, pasando por diversos formatos y cambios de nombre.
En tres ediciones, 1986, 1999 y 2000, el campeón clasificó al Campeonato de Clubes de Oceanía, hoy conocido como Liga de Campeones de la OFC.

## Historia
La fundación del primer campeonato nacional de Nueva Zelanda se produjo en 1970, hasta ese entonces, los clubes participaban en ligas regionales y la única competición que involucraba a equipos de todo el país era la Copa Chatham. Los equipos mejor posicionados en la Northern, Central y Southern League se enfrentaron en un sistema de todos contra todos a dos ruedas, totalizando ocho equipos y catorce fechas. El tamaño de la liga aumentaría en 1971 a 10, en 1977 a 12 hasta finalmente alcanzar los 14 en 1987. 
Pero el bajo interés del público generó problemas financieros que llevaron a la disolución de la liga en 1992. Rápidamente la Asociación de Fútbol de Nueva Zelanda ideó un nuevo formato para la competencia que comenzaría a ser usado en 1993, los clubes jugaban primero una fase regional y luego los mejores de cada grupo avanzaban al torneo nacional. En 1996 una liga nacional volvería a probarse en el país, se jugaba en los meses de verano en su mayoría y no tenía descensos ni ascensos, los clubes eran invitados a participar teniendo en cuenta su solidez económica y localización, además de que al final de temporada se contaba con playoffs. Pero nuevamente el torneo tuvo sus fallas y llevó a probar otro sistema que solo se utilizó en 1999, se jugó una liga en la Isla Norte y otra en la Isla Sur, y luego los campeones de cada una se enfrentaban en una final nacional. Nuevamente se creó una liga nacional en el año 2000, involucraba 10 equipos y tenía playoffs terminada la fase regular, además de un sistema de ascensos y descensos. El campeonato duró hasta que en 2004 se decidió crear el Campeonato de Fútbol de Nueva Zelanda, que consta de franquicias semiprofesionales que componen sus plantillas con jugadores de los equipos que solían jugar estas competiciones y que actualmente se disputan los torneos regionales.

## Campeonatos

### National Soccer League
| Temporada | Campeón                     | Subcampeón                  | Tercero                     |
| --------- | --------------------------- | --------------------------- | --------------------------- |
| 1970      | Blockhouse Bay              | Eastern Suburbs             | Christchurch United         |
| 1971      | Eastern Suburbs             | University-Mount Wellington | Christchurch United         |
| 1972      | University-Mount Wellington | Blockhouse Bay              | Christchurch United         |
| 1973      | Christchurch United         | University-Mount Wellington | Blockhouse Bay              |
| 1974      | University-Mount Wellington | Christchurch United         | New Brighton                |
| 1975      | Christchurch United         | North Shore United          | Blockhouse Bay              |
| 1976      | Wellington Diamond United   | University-Mount Wellington | Caversham AFC               |
| 1977      | North Shore United          | Stop Out                    | Christchurch United         |
| 1978      | Christchurch United         | University-Mount Wellington | Blockhouse Bay              |
| 1979      | University-Mount Wellington | Christchurch United         | North Shore United          |
| 1980      | University-Mount Wellington | Gisborne City               | Manurewa AFC                |
| 1981      | Wellington Diamond United   | Dunedin City                | University-Mount Wellington |
| 1982      | University-Mount Wellington | North Shore United          | Dunedin City                |
| 1983      | Manurewa AFC                | North Shore United          | Papatoetoe                  |
| 1984      | Gisborne City               | Papatoetoe                  | Christchurch United         |
| 1985      | Wellington Diamond United   | Gisborne City               | North Shore United          |
| 1986      | University-Mount Wellington | Miramar Rangers             | Wellington United           |
| 1987      | Christchurch United         | Gisborne City               | Wellington United           |
| 1988      | Christchurch United         | University-Mount Wellington | Mount Maunganui             |
| 1989      | Napier City Rovers          | Mount Maunganui             | University-Mount Wellington |
| 1990      | Waitakere City FC           | University-Mount Wellington | Christchurch United         |
| 1991      | Christchurch United         | Miramar Rangers             | Waikato United              |
| 1992      | Waitakere City FC           | Waikato United              | Napier City Rovers          |

### Superclub competition
| Temporada | Campeón            | Resultado | Subcampeón         | Tercero            |
| --------- | ------------------ | --------- | ------------------ | ------------------ |
| 1993      | Napier City Rovers | 4-3 (pr.) | Waitakere City FC  | North Shore United |
| 1994      | North Shore United | 3-1       | Napier City Rovers | Waitakere City FC  |
| 1995      | Waitakere City FC  | 4-0       | Waikato United     | North Shore United |

### National Summer Soccer League
| Temporada | Campeón            | Resultado | Subcampeón         | Tercero            |
| --------- | ------------------ | --------- | ------------------ | ------------------ |
| 1996      | Waitakere City FC  | 5-2       | Miramar Rangers    | North Shore United |
| 1997      | Waitakere City FC  | 3-1       | Napier City Rovers | Waitakere City FC  |
| 1998      | Napier City Rovers | 5-2       | Central United     | North Shore United |

### Islands Leagues
| Temporada | Campeón        | Resultado | Subcampeón        | Tercero       |
| --------- | -------------- | --------- | ----------------- | ------------- |
| 1999      | Central United | 3-1       | Dunedin Technical | No se definió |

### National Club Championship
| Temporada | Campeón            | Resultado   | Subcampeón                  | Tercero              |
| --------- | ------------------ | ----------- | --------------------------- | -------------------- |
| 2000      | Napier City Rovers | 0 (4)-(2) 0 | University-Mount Wellington | No se definió        |
| 2001      | Central United     | 3-2         | Miramar Rangers             | Manawatu             |
| 2002      | Miramar Rangers    | 3-1         | Napier City Rovers          | Tauranga City United |
| 2003      | Miramar Rangers    | 3-2         | East Auckland               | Central United       |